# 吉野ヶ里町コミュニティバス

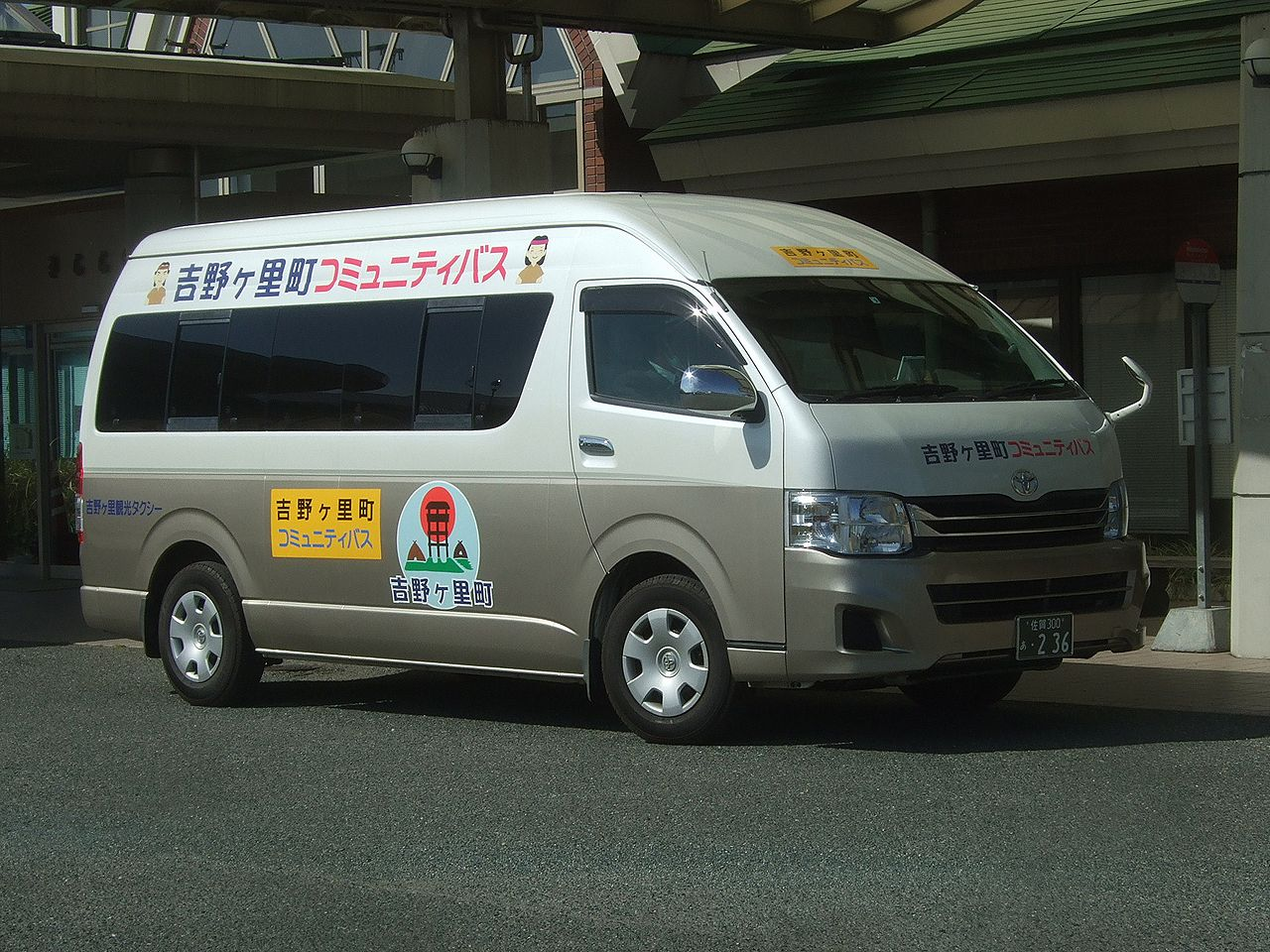
現行の車両（吉野ヶ里観光タクシー）

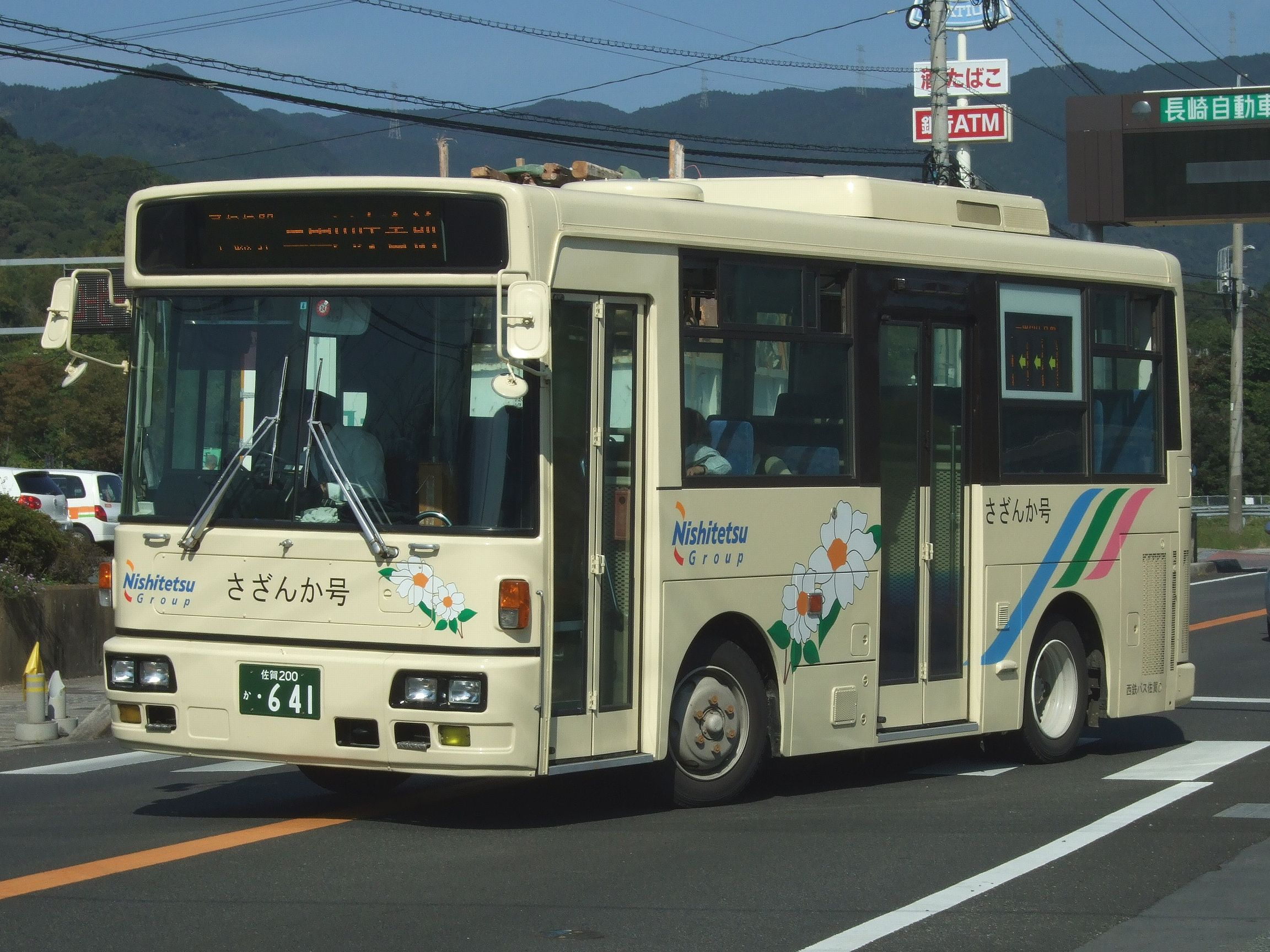
西鉄バス佐賀が運行していた頃の車両（さざんか号）

吉野ヶ里町コミュニティバス（よしのがりちょうコミュニティバス）は、佐賀県神埼郡吉野ヶ里町企画課が町内各地で運行するコミュニティバスである。
旧東脊振村でバスを運行していた西鉄バス佐賀が路線を廃止したのを機に、2003年（平成15年）10月1日に同村が運行開始したコミュニティバス「さざんか号」を吉野ヶ里町が継承したものである。実際の運行業務は吉野ヶ里観光タクシーが行っている。
路線は3路線。運賃は小学生以上が100円、小学生未満の幼児は無料。吉野ヶ里町在住の小中学生・障害者などに交付される運賃免除証所持者も無料。現金支払いのみで両替機は装備していない。土曜日・日曜日・祝日・年末年始（12月29日から1月3日）は運休する。

## 沿革
2003年（平成15年）10月1日に東脊振村コミュニティバス「さざんか号」として運行開始。
東脊振村では西日本鉄道（西鉄）の分離子会社である西鉄バス佐賀が目達原（三田川町）と東脊振村を結ぶ路線を運行していたが、利用客の逸走などにより2003年（平成15年）9月30日限りで廃止された。この代替交通として村では翌10月1日から代替交通として当時の三田川町の吉野ケ里公園駅と村内各地を結ぶコミュニティバスの運行を開始した。
運行は西鉄バス佐賀が担当し、路線はそれまでの西鉄バス路線と同様に国道385号・県道中原三瀬線を通り村中心部・村内主要集落を通る「永山⇔吉野ヶ里公園駅」間の1路線と、村内のみを通る巡回コース「北コース」「東コース」「西コース」3路線の計4路線が設定された。
2006年（平成18年）3月1日に三田川町と東脊振村は合併して吉野ヶ里町となるが、このときには合併協定項目に基づき、運行内容はそのままで新町に継承されている。
2007年（平成19年）1月9日にダイヤ改正と路線延長・新設を実施。それまで運行していなかった旧三田川町域でも「ふれあい館巡回コース」として4路線を運行開始した。このため専用車は従来の「さざんか号」に「さくら号」を追加して2台とし、「さざんか号」は主に旧東脊振村内発着の路線で、「さくら号」は主に旧三田川町内の路線で使用した。
2011年（平成23年）6月1日と2013年（平成25年）4月1日に路線を大幅に整理・再編するダイヤ改正を実施した。
2016年（平成28年）9月1日、同年3月に策定した「吉野ヶ里町地域公共交通網形成計画」に基づき路線を大幅に縮小するダイヤ改正を実施した。代替として、登録制のデマンド型乗合タクシーが導入された。
2020年（令和2年）9月30日、西鉄バス佐賀が運行から撤退。
2023年（令和5）年9月29日、町内の市街地を運行する「循環線」（1日5便）を廃止したが、「通勤通学線」は引き続き運行している。

### 年表
- 2003年（平成15年）10月1日 - 「さざんか号」運行開始。永山⇔吉野ヶ里公園駅間9往復（区間便を含む）、巡回コース3路線各3本計9本（循環）を運行。
- 2006年（平成18年）3月1日 - 吉野ヶ里町の発足により吉野ヶ里町コミュニティバスとなる。
- 2007年（平成19年）1月9日 - ダイヤ改正。旧三田川町域で「さくら号」運行開始。従来の永山⇔吉野ヶ里公園駅間の路線に準じた南北コース8往復（区間便を含む）、東脊振村巡回コースに準じたきらら館巡回コース3路線各3本計9本（循環）のほか、旧三田川町域でふれあい館巡回コース4路線計17本（循環）を運行開始。
- 2011年（平成23年）6月1日 - ダイヤ改正。南北コース、町内を左・右回りに一周する循環コース、目達原・田中方面の小中学生輸送を目的とした学童輸送コースを運行。町内在住の高齢者（65歳以上）に対する運賃免除を廃止。
- 2011年（平成23年）9月1日 - 車両を置き換え。車両の関係で乗降方式を前乗り前降り運賃後払いから後乗り前降り運賃後払いに変更。
- 2013年（平成25年）4月1日 - ダイヤ改正。通常の運行コース5路線計12往復および循環2本、通学通勤コース4路線各1.5往復を運行。
- 2016年（平成28年）9月1日 - ダイヤ改正。日中の運行コースが1路線循環5本のみ、通勤通学線が3路線となる。石動地区、横田地区、川原団地などを通る路線が廃止され、永山地区、新宮田地区などでは日中の運行がなくなり、使用車両も2台から1台に減車される。吉野ヶ里観光タクシーによる乗合タクシー便を運行開始。
- 2018年（平成30年）9月3日 - ダイヤ改正。鳥ノ隈地域での路線変更。
- 2020年（令和2年）9月30日 - 西鉄バス佐賀が運行から撤退。西鉄バス佐賀担当便については、吉野ヶ里観光タクシーが路線、便数を維持したまま引き継いで運行[1]。
- 2023年（令和5年）9月29日 - 循環線を廃止し通勤通学線のみとなる。

## 通勤通学路線
2023年10月2日現在、以下の路線がある。ただし便によっては下記の全区間を運行しない便や、途中の停留所に停車しない便もある。
通勤通学線1
吉野ヶ里公園駅北口 - 鳥ノ隈東 - 鳥ノ隈 - 横田 - 川原下 - 河原橋 - 中副 - 東脊振庁舎 - きらら館 - 西石動 - 関屋 - 松隈 - 一の瀬 - 永坂 - 永山
東脊振庁舎 - 松隈 - 一の瀬 - 永坂 - 永山
通勤通学線2
田中 - 乙ノ馬手公民館 - 下藤北 - 箱川下分農村公園 - 三田川中学校 - 三田川庁舎
通勤通学線3
目達原郵便局 - 新宮田農村公園 - 三田川庁舎
通勤通学線1は吉野ケ里公園駅・東脊振庁舎と町北部の山間部の永山を結ぶ路線で、2.5往復の運行。うち1往復は吉野ヶ里公園駅北口発着で、吉野ヶ里公園駅北口行きが早朝に、吉野ヶ里公園駅北口発が夕方に運行される。1.5往復は東脊振庁舎発着、登下校時間帯の運行で、永山発が朝1本、東脊振庁舎発が午後に2本運行される。
通勤通学線2は町域南端部の田中地区と三田川庁舎を結ぶ路線。通勤通学線3は町域東部の新宮田地区と三田川庁舎を結ぶ路線。いずれも三田川庁舎行きが朝1本、三田川庁舎発が午後2本の登下校時間帯の運行。

## 廃止路線
循環線きらら館 → 東脊振庁舎 → 中副 → 河原橋 → 川原下 → 横田 → 鳥ノ隈東 → 吉野ヶ里公園駅北口 → 吉野ヶ里歴史公園 → 田手村 → 三田川小学校 → 三田川庁舎 → 楠川歯科前 → 立野 → 苔野 → 東目達原 → 目達原郵便局 → 荒木歯科前 → 苔野 → （この間往路と同一経路） → きらら館
循環線はきらら館を起点に東脊振庁舎・吉野ヶ里歴史公園・三田川庁舎を経由し、町域東部の目達原地区を一周して再び同じ経路できらら館に戻るラケット型循環路線で、日中に5本が運行していたが、2023年9月29日に廃止され、代替として登録制のデマンド型乗合タクシー「よしくる」を10月2日に運行開始した。

## 車両
トヨタ・ハイエースを使用する乗合タクシー形態となっている。

### 西鉄バス運行時代の車両
西鉄バス佐賀鳥栖支社が担当していた。
運行開始当初は貸切車を転用した小型車（日野レインボー7M）1台（社番8514）に「さざんか号」の愛称を付けて使用していたが、2007年の旧三田川町域での運行開始に伴い、同形車をもう1台（社番8695）転用して「さくら号」の愛称を付け、以後は2台体制となった。「さざんか号」は町の花であるサザンカのイラストを入れたベージュ色で、「さくら号」は町の木であるサクラの絵を入れたピンク色であった。
2011年9月1日より、西鉄バス二日市から転入したワンステップ一般路線型の日産ディーゼルRN2台（社番5244・5432）に代替された。5244には「さざんか号」、5432には「さくら号」の愛称が付けられ、それぞれ先代車と同様のカラーリングを引き継いだ。
その後、上記2台は小型車に代替され、西鉄の撤退時点では小型車が使用されていた。